# Gregorio (програма)
Gregorio — вільний нотний редактор з відкрити вихідним кодом, що розроблений спеціально для григоріанського хоралу у квадратній нотації. Gregorio був прийнятий у багатьох абатствах, а найвідомішим є Солемське абатство.

## Архітектура
Gregorio не є повністю самостійною програмою та в основному складається з трьох компонентів: gabc-синтаксису для запису григоріанських нот; пакету ΤΕΧ під назвою GregorioTeX, який відповідає за виведення графічної інформації; та інструмент для їх конвертації. У 2016 році Gregorio був включений до TeX Live.

## Характеристики
Gregorio спеціально написаний для григоріанського хоралу у квадратній нотації і не може використовуватися для сучасної європейської музичної нотації. Як і LilyPond, програма не має графічного інтерфейсу користувача. Нотація записується за допомогою простого введення тексту, що слідує за gabc-синтаксисом, заданим для цієї мети проектом Gregorio. За допомогою командного рядка програми відбувається конвертація gabc-файла у GregorioTeX-файл, який повинен бути включений до загального Tex-файла. Такий файл потрібний для графічного виводу (наприклад, у PDF-формат).

## Історія
Уперше Gregorio стартував як студентський проект у 2006 році у французькій вищій інженерній школі TELECOM Bretagne. Після шести місяців, проект був закінчений, але Елі Ру вирішив продовжувати розвивати програму самостійно під ліцензією GNU GPL.
Першочерговою ціллю проекту було забезпечення Бенедиктинського абатства Сент-Мадлена в Ле-Барру графічним інтерфейсом для використання григоріанського шрифта. Але, у зв'язку з проблемами ліцензування, було вирішено створити та використовувати свій власний шрифт. У кінці 2006 року до проекту долучився Олів'є Бертен, який пізніше створив один із компонентів програми під назвою «OpusTeX», що був подібним до пакету LaTeX і нині застарів та не використовується. Упродовж трьох місяців, починаючи з квітня 2008 року, програму тестували в монастирі Сан-Бенедетто (Норчія, Італія), де був досягнутий значний прогрес та розроблений компонент під назвою «GregorioTeX».
У червня 2014 році проект перебрався на GitHub і модернізація програми пришвидшилась. Солемське абатство.
У 2016 році Gregorio був інтегрований у TeX Live, що дозволило спростити процес інсталяції програми.

## Приклад вхідних файлів Gregorio
Для отримання результату в форматі PDF потрібно використовувати два окремих файлах — один gabc-файл і один TeX-файл. Нотний запис створюється в gabc-файлі з відповідним gabc-синтаксисом. TeX-файл може виглядати так (за допомогою gabc-файла з іменем «kyrie.gabc» у тому ж каталозі):

### Вихідний код
```
\documentclass
[12pt, a5paper]
{
article
}

\usepackage
{
fullpage
}

\usepackage
{
fontspec
}

\usepackage
{
libertine
}

\usepackage
[autocompile]
{
gregoriotex
}

\begin
{
document
}

\gregorioscore
{
kyrie
}

\end
{
document
}

```

Невеликий gabc-файл виглядає так:
```

name:Kyrie XVII;
%%
(c4)KY(f)ri(gfg)e(h.) *() e(ixjvIH'GhvF'E)lé(ghg')i(g)son.(f.) <i>bis</i>(::)

```

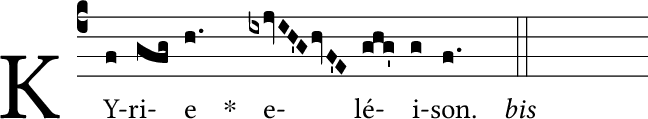
Приклад результату роботи вихідного коду.

Перші рядки містять метаінформацію, таку як назву піснеспіву, відповідне місце в літургії меси або Літургії годин, першоджерело і авторські права на результат. Текст пісні та ноти не схожі та ті, що є в синтаксисі LilyPond, але примітки записуються в круглі дужки відразу після відповідного складу. Короткий огляд синтаксису наведений у чат-листі. Якщо TeX-файл та gabc-файл знаходяться в тому ж каталозі, то необхідно лише скомпілювати TeX-файл з lualatex --shell-escape kyrie.tex.

## Сприйняття та використання
Gregorio є провідною програмою, що широко використовуються, та вважається професіональною в області музичної гравюри.
Gregorio була презентована на щорічній конференції, Colloquium XXII, Церковної музичної асоціації Америки.
Інші відомі користувачі:
- Illuminare Publications, ряд богослужбових і священних музичних ресурсів, що допомагають парафіям у підвищенні їх автентичної літургійної музики, включаючи «Міссал»[14] і «Градуал»[15]
- Церковна музична асоціація Америки використовує у своїх різних великих проектах, наприклад «Simple English Propers»,[3] «Parish Book of Psalms»,[4] «Psalm-Tone Lenten Tracts»[16]
- Hymnarium OP, гімнарій домініканців провінції Сент-Джозеф (США)
- Солемське абатство[5]
- Монастир св. Бенедикта (Норчія)[17]
- Abbazia Mater Ecclesiæ та абатство Пралья для нового «Antiphonale Monasticum», на основі Fuglister's B-scheme (усього 2 тома), повністю створеного на Gregorio і LuaLaTeX[18][19]
- «Liturgia Horarum in cantu gregoriano», публікація повної традиційної Літургії годин,[20] і «AD Completorium», роздрукований витяг із нього, тобто вечірню для всіх днів
- і кілька інших дрібніших проектів[21][22][23][24][25][26]

### Пов'язані проекти
Інші проєкти розширювали та модифікувати Gregorio, наприклад, щоб зробити використання зручнішим для користувача:
- GregoBase: обширна база даних григоріанської нотації, включаючи майже весь «Roman Gradual» та «Liber Usualis»[28]
- Онлайн-інструменти, такі як онлайн-редактори,[29] Web-інтерфейси[30] або генератори gabc-коду для псалмів, читань і співів[31]
- Підсвічування синтаксису для gabc-синтаксису для різних редакторів (зокрема, Vim, Emacs, Gedit, Notepad++)[32]